# Музыка Уругвая

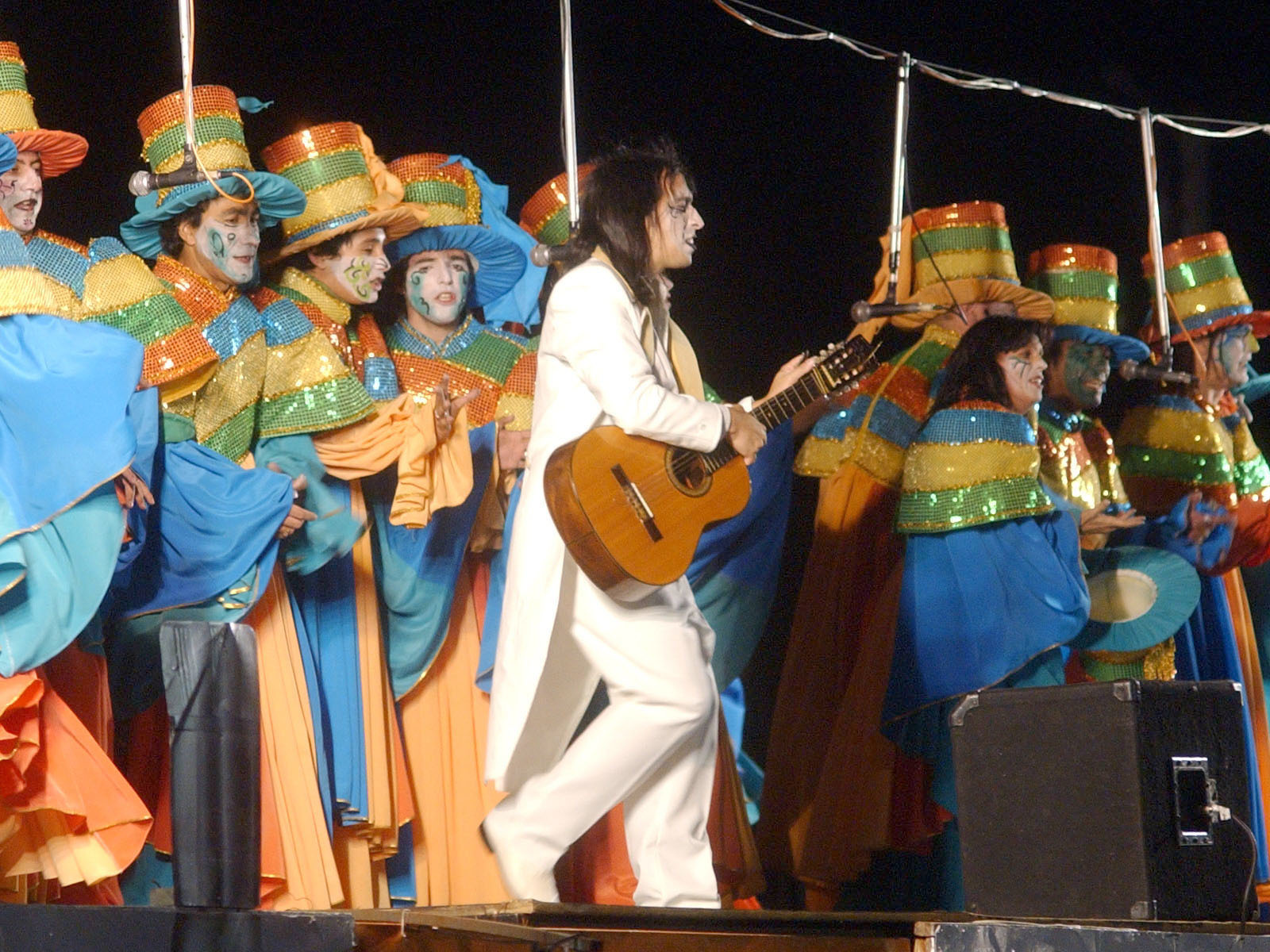
Исполнители мурга на карнавале

Музыка Уругвая имеет корни в испанской и общеевропейской традиции, а также африканских ритмах.

## Индейская музыка
Музыка индейцев чарруа и гуарани, аборигенов Уругвая, отличалась трудовыми, военными и обрядовыми формами. Основным музыкальным инструментом чарруа был барабан, выдолбленный из ствола дерева. Военные танцы сопровожались игрой на трубе, тростниковой флейте пинкильо, морской раковине. Из ударно-шумовых инструментов с доколумбовых времён существует разновидность марака. Используется также маримба и музыкальный лук со струной из конского волоса. Судить об этой музыке можно по отдельным свидетельствам эпохи Конкисты.

## Народная музыка
Близка аргентинской музыке по той причине, что Уругвай был частью испанского королевства Рио-де-ла-Плата. К популярной музыке в обеих странах относятся жанры видала, тристе, эстило, народный танец перикон, танцы сьелито, милонга и танго. Выдающимся собирателем народных песен является музыковед Курт Ланге. В фольклоре сохранились формы испанской музыки — вильянсико, колыбельные и детские песни, сапатеадо. Уругвайская музыка отличается яркой эмоциональностью. Преобладают размеры 3/4 и 6/8. Часто встречаются синкопы, переменный ритм, контрастные смены темпов. Во время карнавала играется музыка катомбе (catombe) и мурга (murga).

### Катомбе
Катомбе связано с другими афролатинскими жанрами, например, с кубинским клаве (clave). Африканские рабство распространялось с севера на юг, а большинство негров (70%) принадлежали народности Банту. Катомбе был частью их музыкальной ритуальной культуры. В Монтевидео правящий класс считал этот жанр вредным для морали и он подавлялся. Название же по неразборчивости привилось как тамбо или танго. Тайное танго просуществовало до отмены рабства в 1846 году. Катомбе начало входить в популярную музыку в 60-х, в том числе благодаря исполнителям Lágrima Rios, Альфредо Ситарроса, Eduardo Mateo, Hugo Fattorusso, Ruben Rada, Jaime Roos и Jorge Drexler.

### Мурга
Жанр мурга имеет испанско-андалусское происхождение, и он также как катомбе претерпел изменения со временем. Теперь он связан с социально-политической сатирой. Популярной эту музыку среди уругвайцев делают группа Araca la Cana и артисты Jaime Roos, Rubén Rada и Washington Canario Luna.

### Милонга
Этот вид музыки возник в XIX веке в районе реки Рио-де-ла-Плата на территории Аргентины, Уругвая и Бразилии, достигнув высшего развития в 1870-х. Он происходит от европейского песенного жанра payada de contrapunto, исполняемого под аккомпанемент гитары. Со временем он приобрёл синкопы катомбе и дал рождение танго.

### Канто популар
Популярная песня или canto popular появилась в 1960-х на севере и северо-востоке страны и связана с культурами Аргентины и Бразилии. Эти песни придумала творческая интеллигенция, не связанная с экономической элитой страны и хотевшая перемен. Ведущей силой были Los Olimareños, Daniel Viglieti и Alfredo Zitarrosa.

## Классическая музыка
Основоположником национальной композиторской школы является Эдуардо Фабини (1883–1950). Известны также композиторы Клюзо Морте, Винсенте Асконе и Эктор Тосар. В 1931 году создан Симфонический оркестр Монтевидео. В 1954 году открыта Государственная консерватория. В столице имеется несколько концертных залов, среди них Институт Верди, Дворец музыки, «Ла Лира» и Дворец Диаса.